# 大畑山 (宮城県)
大畑山（おおはたやま）は、宮城県黒川郡大和町にある山である。
標高は563.5mである。山頂には大きな岩があるほか、近接する七ツ森を望んだりすることが出来る。山の尾根は南北に両端に約1km続く。北北西約1.5kmには嘉太神ダムがある。